# Niu Zhenhua
Niu Zhenhua (ニウ・チェンホワ), né à Pékin (Chine) le 1er mai 1955 et mort dans cette ville le 11 mai 2004, est un acteur chinois.
Il est connu pour ses rôles dans les films Bei kao bei, lian dui lian (1994) et Kuang wen e luo si (1994) et dans la série télévisée Rong Yu (2000).

## Biographie
Son rôle du directeur adjoint Wang Shuangli dans Bei kao bei, lian dui lian (1994) lui a valu le prix du meilleur acteur, notamment au Festival international du film de Tokyo en 1994, aux Golden Phoenix Awards 1995 et Shanghai Film Critics Awards 1995, ainsi qu'une nomination aux Coqs d'or en 1995.

## Filmographie partielle

### Au cinéma
- 1994 : Bei kao bei, lian dui lian : directeur adjoint Wang Shuangli
- 1994 : Les Sœurs Soong